# Mathias Engdahl
Mathias Engdahl, född 1960, är en svensk företagare.
Engdahl är grundare av Pocket Shop och Pocketgrossisten. Den första Pocket Shop-butiken öppnades 1989 på Centralstationen i Stockholm, med inspiration från "Sock Shops" han sett i London. Den andra butiken öppnades på Göteborgs centralstation. 1999 avvecklade han sitt innehav i Pocketgrossisten och satsade istället på en expansion av Pocket Shop. 2004 fanns 12 butiker med en omsättning om 70 miljoner.
2012 köpte Bonnierförlagen Pocket Shop, som då hade 15 butiker i Sverige och en vardera i Finland och Tyskland.  Engdahl återinträdde i samband med detta som verkställande direktör för företaget, vilket han var till 2013.

## Priser och utmärkelser
- Kulturpriset Till Adam Brombergs minne (Adamspriset) 2003
- Mottog Kungliga Patriotiska Sällskapets Näringslivsmedalj ur kung Carl XVI Gustafs hand 2009 – för att genom sitt entreprenörskap bidragit till att utveckla svenskt näringsliv.